# Criseide (nome)
Criseide  è un nome proprio di persona italiano femminile.

## Varianti
- Femminili: Criseida, Criside[1], Cressida[2]

### Varianti in altre lingue
- Bulgaro: Хризеида (Chrizeida)
- Catalano: Criseida
- Esperanto: Krizeis
- Francese: Chryséis
- Greco antico: Χρυσηις (Chryseis)[3][4]
- Greco moderno: Χρυσηίδα (Chrysīida)
- Inglese: Cressida[3]
  - Ipocoristici: Cress[3], Cressa[3], Cressie[3], Cressy[3]
- Latino: Chryseis[1]
- Polacco: Chryzejda
- Portoghese: Criseida
- Russo: Хрисеида (Chriseida)
- Serbo: Хрисеида (Chriseida)
- Spagnolo: Criseida
- Ucraino: Хрісеїда (Chriseïda)

## Origine e diffusione
Deriva dal greco Χρυσηις (Chryseis), un patronimico del nome Χρύσης (Chryses, "Crise"), e significa quindi "figlia di Crise", "appartenente a Crise"; alcune fonti lo riconducono direttamente al greco χρυσος (chrysos, "oro", "dorato", da cui anche Crisante, Crisostomo e lo stesso Crise), con il significato di "dorata", "aurea", lo stesso dei nomi Aurelia, Zlatan, Oriana, Kim e Golda.
Nell'Iliade di Omero, Criseide è la figlia di Crise, che venne presa prigioniera dai greci e liberata in cambio di Briseide; la storia è stata ripresa nel tempo da diversi autori, e il nome appare come "Criseida" in Filostrato (Boccaccio, circa 1338), "Criseyde" in Troilo e Criseide (Chaucer, 1380 circa) e "Cressida", una forma diffusasi nel Medioevo, in Troilo e Cressida (Shakespeare, circa 1600).
In italiano il nome gode di scarsa diffusione, sia nella forma propria "Criseide" che nella variante "Cressida", quest'ultima usata probabilmente su ispirazione della forma inglese.

## Onomastico
Il nome è adespota, non essendovi sante che lo abbiano portato. L'onomastico può essere festeggiato il 1º novembre per la festa di Ognissanti.

## Persone

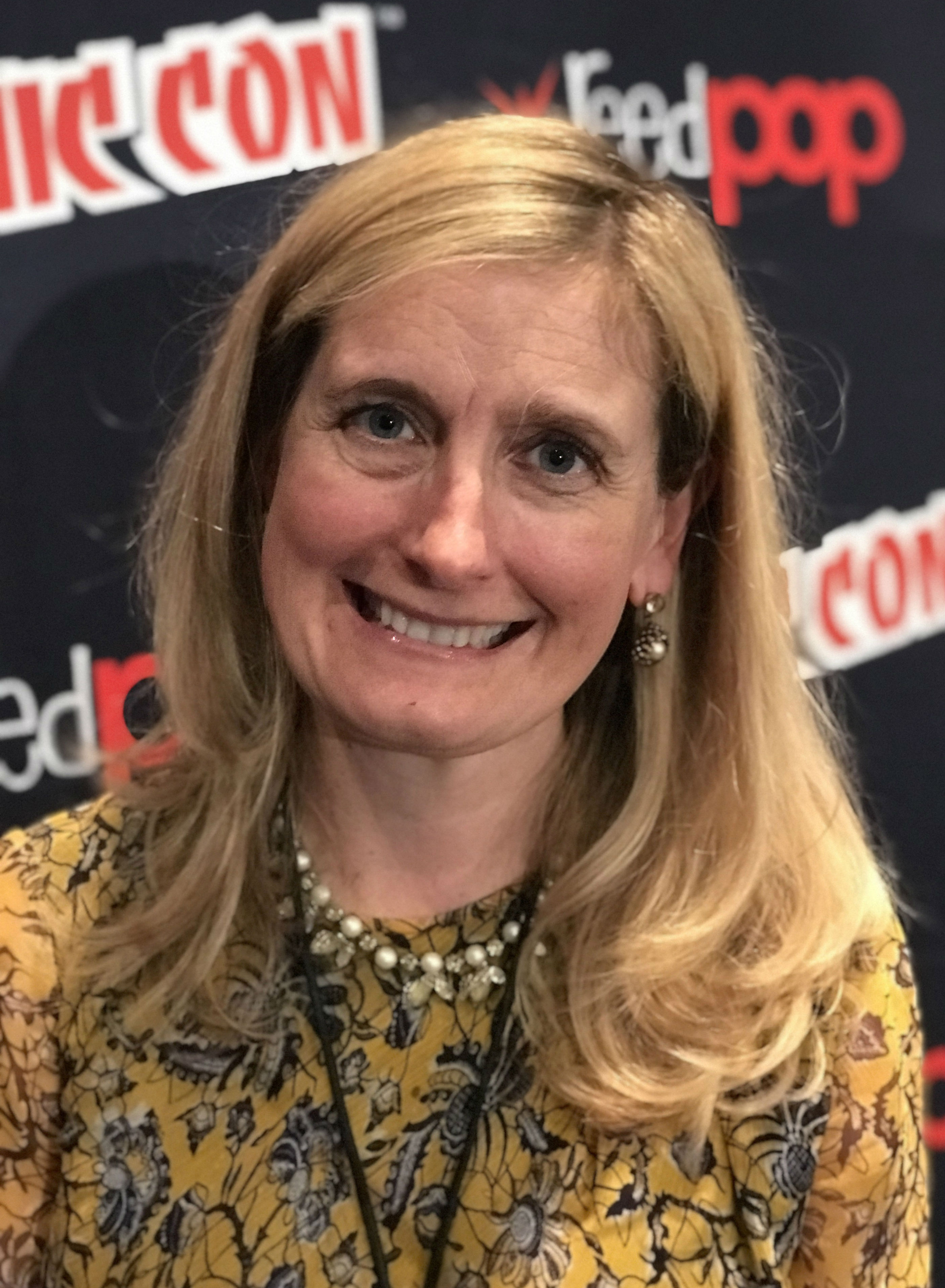
Cressida Cowell

- Criseide, regina consorte di Macedonia

### Variante Cressida
- Cressida Cowell, scrittrice britannica
- Cressida Granger, imprenditrice britannica

## Il nome nelle arti
- Troilo e Cressida, tragedia inglese composta da William Shakespeare.
- Cressida è un personaggio della serie di romanzi e film Hunger Games.

## Toponimi
- Cressida è un satellite di Urano.
- 202 Chryseïs è un asteroide della fascia principale.